# Gonioma malagasy
Gonioma malagasy là một loài thực vật có hoa trong họ La bố ma. Loài này được Markgr. & Boiteau mô tả khoa học đầu tiên năm 1972.